# Marcelo II
Marcelo II (en latín: Marcellus PP. II), de nombre secular Marcello Cervini de Spannocchi (Montefano, 6 de mayo de 1501-Roma, 1 de mayo de 1555) fue el papa 222.º de la Iglesia católica desde el 9 de abril de 1555 hasta su muerte apenas 3 semanas después.

## Biografía
Marcello Cervini de Spannocchi nació en Montefano, cerca de Macerata, el 6 de mayo de 1501, aunque su familia procedía de Montepulciano. Hijo de un escritor de la Penitenciaría Apostólica, realizó sus estudios en Siena y Roma. Sus calidades de humanista le llevaron a traducir el De amicitia de Cicerón al italiano y algunas obras de clásicos griegos al latín. Esto le valió la amistad de algunos humanistas italianos; entre otros, Sadoleto, Seripando, Lipomano, Vettori, etc. 
Por todas estas circunstancias tenía abierta las puertas de Roma, donde fue acogido por el cardenal Farnese (Farnesio). Cuando Farnese es elegido papa (Paulo III), le nombra su secretario (1534), y le encomienda la educación de su sobrino, el cardenal Alejandro Farnesio, convertido pronto en el cardenal Nepote bajo Julio III. Marcello Cervini es nombrado secretario privado y consejero del cardenal Alejandro Farnesio. En 1539 le acompañó en su legación al emperador Carlos V. Por entonces fue nombrado administrador de la diócesis de Nicastro (1539) y poco después de la de Reggio Emilia. El 10 de diciembre de 1539 era nombrado cardenal, del título de Santa Cruz de Jerusalén. Por entonces viaja a Bruselas, donde se entretendrá hasta septiembre de 1540, seriamente preocupado por ideales de Reforma y por la situación de Alemania. En 1541 acompañó al Papa a la entrevista con el emperador. En 1543 fue legado ante el mismo emperador, y en 1544 era nombrado obispo de Gubbio. Su hora más alta sonó cuando fue nombrado uno de los tres legados pontificios en el recién inaugurado Concilio de Trento, donde defendería los intereses papales frente a los del emperador Carlos V. Interesado en las cuestiones dogmáticas, no aceptó el deseo del emperador de ocuparse preferentemente de los problemas de la Reforma, lo que le supuso que el emperador lo excluyera como candidato al Papado.
Suspendido el Concilio, volvió a Roma, ocupándose en la organización de la Biblioteca Apostólica, cuyos fondos amplió con volúmenes latinos, griegos y hebreos. Participó en las tareas del recién nacido Santo Oficio, en el grupo de cardenales inquisidores bajo Paulo III y Julio III. Por haberse atrevido a afear la conducta nepotística del papa, acabó abandonando Roma y retirándose a su diócesis de Gubbio.

## Papado
Justamente entonces, en el Cónclave de abril de 1555, fue elegido papa. Los cardenales habían entrado en el cónclave el día 5, él les habló el 9 por la tarde e inmediatamente después se produjo la elección de Cervini. Los cardenales vieron que si no elegían a Santa Cruz (Cervini), salía papa, «con sus prácticas», el cardenal de Ferrara, Hipólito II de Este, enemigo declarado de Carlos V. El otro candidato, el cardenal Farnesio, era proclive al rey de Francia y enemigo declarado del emperador. Elegido Papa tras cuatro días de deliberación del cónclave, mantuvo su nombre de nacimiento. Fue elegido el 9 de abril de 1555 y consagrado al día siguiente por el cardenal Juan Pedro Carafa (futuro Paulo IV). Su elección fue saludada como un triunfo del grupo reformista de la Curia romana, suscitando por ello grandes esperanzas. Entre otros, en san Ignacio de Loyola, con quien, ya papa, se entrevistó y a quien dijo estas prometedoras palabras: «Tú, prepárame soldados y yo los emplearé». El día 10 de abril era coronado papa, sin ningún género de pompa. Este papa era de origen humilde. 
Apenas elegido, Marcelo II mostró el sincero ánimo reformador que poseía, pues comenzó suprimiendo los festejos romanos que seguían a la coronación del papa, excluyó de su entorno a familiares, inició la revisión de gracias y dispensas, dictó normas severas para la provisión de oficios, habló de promulgar por Bula la prohibición de alienar bienes de la Iglesia, se propuso intervenir en el espinoso asunto de la guerra de Siena, incitando a Cosme de Médicis a la mesura; tomó parte en los oficios de la Semana Santa, deplorando la música profana. Por esto, Giovanni Pierluigi da Palestrina compuso para él su famosa «Missa Papæ Marcelli», que el papa no llegó a poder presenciar. No es, pues, poco el balance de sus primeros días. 

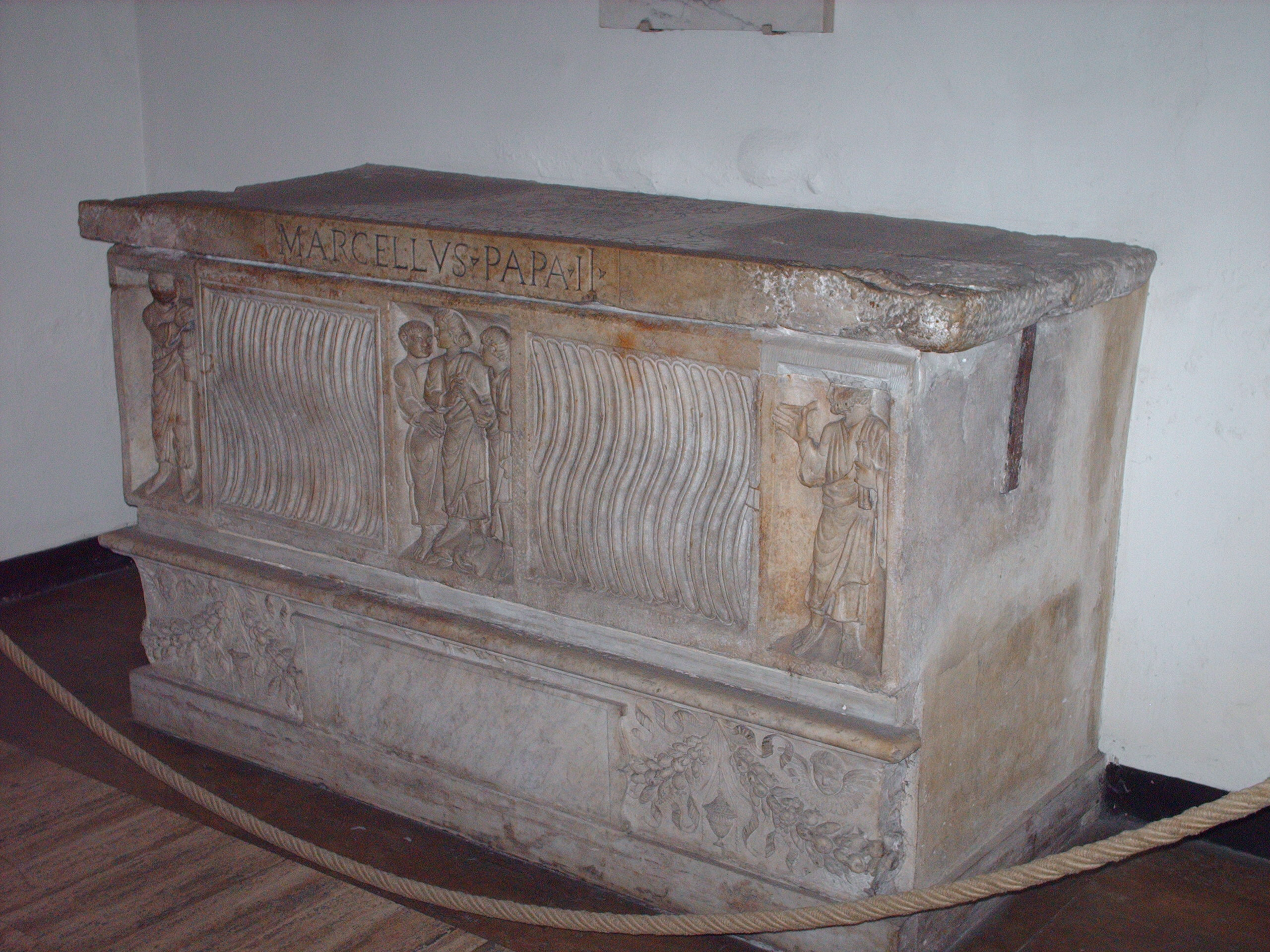
Tumba de Marcelo II en las grutas vaticanas.

La mañana del 30 de abril de 1555 sufrió un infarto (hora XII apoplexi correptus) y entró en coma, muriendo esa misma noche.
Su breve pontificado, de tan solo veintidós días, le impidió emprender las reformas necesarias para que la Iglesia afrontara los problemas luterano y anglicano que dividían al cristianismo.
Las profecías de San Malaquías se refieren al papa Marcelo II como Frumentum floccidum (El trigo marchito), cita alusiva a que en su escudo de armas predomina el color trigueño y a que su precaria salud solo le permitió un cortísimo pontificado.